# Prison en république populaire de Chine
Les responsables de la république populaire de Chine utilisent le terme de prison pour les installations où sont détenues des personnes formellement reconnues coupables, selon la juridiction chinoise, d'un délit et condamnées par une cour de Justice. Or, la majorité des prisonniers condamnés pour un délit l'ont été par un comité administratif ou une décision de policiers. Ainsi les bâtiments où sont détenus ces condamnés non jugés par une cour ne sont pas considérés par les Chinois comme des prisons.

## Différents systèmes de détention

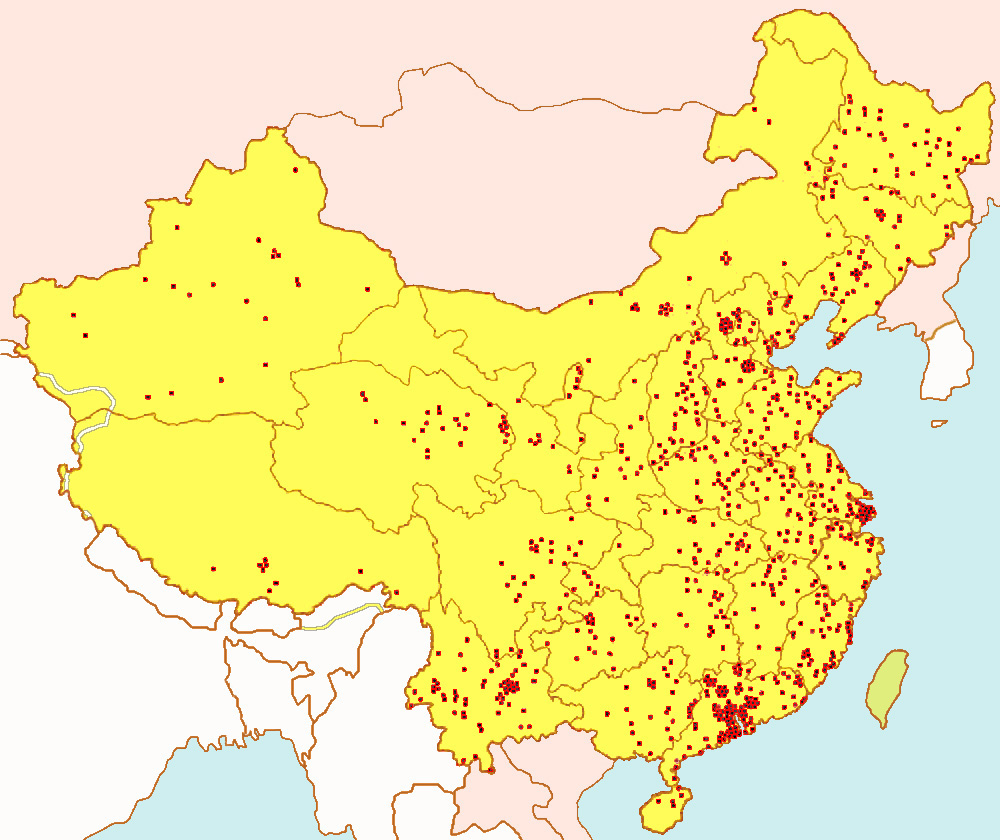
Carte des Laogai en Chine

### Laogai (camp de réforme par le travail)
Le Laogai désigne une prison et signifie camp de réforme par le travail. C'est l'équivalent du « goulag » en Union soviétique selon Harry Wu, directeur de la Laogai Research Foundation. Cette comparaison est aussi reprise par le sinologue Jean-Luc Domenach, qui connaît bien le maoïsme, dans son ouvrage Chine : L'archipel oublié. Jean Luc Domenach évoque en ces termes la prison chinoise :
« L'archipel chinois (défini suivant le vocable employé par Soljenitsyne pour décrire les goulags soviétiques), fait partie de ces secrets de l'Histoire, secret d'autant mieux gardé que les témoignages le concernant sont rares. De même, l'archipel chinois n'a jamais beaucoup intéressé les intellectuels occidentaux, plus fascinés par les rouages du Grand Bond en avant, de la Révolution culturelle ou encore par l'importance stratégique d'un tel pays. Pourtant, malgré le manque de témoignages ou de statistiques fiables, il est indispensable de parler, ne serait-ce que pour ne pas tomber dans le piège du pouvoir communiste qui consiste à faire taire ceux qui n'ont pas de preuves ». La durée de détention dans un laogai ne dépasse pas théoriquement quatre ans. En 2013, Xi Jinping envisagerait une évolution du laogai où, selon la presse officielle Chinoise, 160 000 Chinois seraient détenus dans environ 350 camps de travail « en dehors de toute procédure judiciaire ». Human Rights Watch considère qu'une réforme, plutôt qu'une abolition du système en bonne et due forme, se limiterait à des aménagements de procédure.

### Laojiao (rééducation par le travail)
Le Laojiao est un système de détention administrative de la république populaire de Chine. Il est généralement employé pour détenir des personnes pour des délits mineurs tels que vols, prostitution, et trafic de drogue.

### Centres de détention
Les centres de détention et d'enquêtes. Ceux-ci ont permis d'accueillir la procédure administrative Détention et Rapatriement. Les centres de détention pour adolescents.

### Prisons noires
Les prisons noires sont des hôtels, des appartements, des caves ou des bureaux désaffectés transformés en « prisons illégales » par les pouvoirs locaux. Les détenus sont enfermés le temps nécessaire avant d’être renvoyés dans leur province après avoir signé la promesse d’abandonner toute poursuite contre l’entreprise d’État, l’administration ou le responsable d'entreprise qui les auraient spoliés. Selon le professeur de droit Teng Biao, les « gens y sont humiliés, insultés, frappés par des voyous à la solde des pouvoirs locaux ».
Human Rights Watch indique que depuis 2003 de nombreux citoyens chinois ont été secrètement incarcérés, sans contact avec l'extérieur, dans ces centres de détention illégale. Après cette révélation de Human Rights Watch, un porte parole du gouvernement avait réfuté la présence de prisons noires en Chine. Or une enquête sur les prisons noires de Pékin a été publiée dans un magazine chinois dépendant du très officiel groupe Xinhua, le sujet n'est donc plus interdit.
Amnesty International  indique que le cinéaste amateur tibétain Dhondup Wangchen arrêté en mars 2008, a passé une partie de sa détention dans un hôtel de la ville de Xining, un centre de détention secret, une « prison noire ».
En 2012, un responsable d'une prison noire a été arrêté après la plainte de 4 anciens détenus. En novembre, un procès se serait tenu évoquant officiellement ces pratiques. La presse officielle a démenti les informations faisant état de condamnations dans cette affaire.

### Prisons des cadres du Parti
Les cadres du Parti communiste chinois, condamnés essentiellement pour corruption, sont emprisonnés dans des prisons de luxe comprenant terrains de basket, bars, pistes d'athlétisme, cellules de 20 m2. Le Parti justifie ces aménagements par le besoin de rééduquer les cadres condamnés.

### Camps de rééducation du Xinjiang
À partir de 2014, les autorités chinoises mettent en place des camps de rééducation dans le Xinjiang qui détiennent des Kazakhs et des Ouïghours,. Un million de personnes seraient concernées par cet enfermement.

## Nombre de prisonniers
Dans son ouvrage Chine : L'archipel oublié, Jean-Luc Domenach indiquait qu'en 1952, le nombre de prisonniers était de 10 millions. Entre 1966 et 1968, les désordres de la révolution culturelle ont vraisemblablement conduit à une diminution du nombre de Chinois enfermés. Mais entre les années 1968 et 1971 avec les « répressions politiques  » et l'augmentation de la criminalité, le nombre de prisonniers est estimé à 11 millions d'individus vers 1971-1972. Puis commence un lent processus de régression et en 1976-1977 le nombre de prisonniers est estimé à 10 millions. Puis entre 1985 et 1988, le nombre de prisonniers serait de l'ordre de 4 à 5,7 millions non compris « les victimes d'internements illégaux  ».

## Tortures
En 2005, après 10 ans de négociation entre  l'Organisation des Nations unies et les autorités chinoises, Manfred Nowak, le rapporteur spécial sur la torture de la Commission des droits de l'homme des Nations unies, a pu visiter du 20 novembre au 2 décembre la Chine. Il y a noté la persistance de tortures et a invité le gouvernement chinois à supprimer ses dispositifs de rééducation par le travail:
« Ces méthodes comprennent une pression psychologique très forte sur les détenus pour qu’ils changent leur personnalité en confessant leur culpabilité ».
Selon Manfred Nowack, ces dispositifs de rééducation par le travail contreviennent à la convention sur les droits civils et politiques.
Le porte-parole du Ministère des Affaires étrangères chinois indique que la Chine respecte les droits de l'homme et s'oppose depuis toujours à la torture. Il a indiqué qu' « Il est regrettable que certains membres du Comité, chargés de la rédaction du rapport d'examen et animés de préjugés à l'égard de la Chine, en faisant fi des réalités, sans tenir compte des documents exhaustifs et complets préparés par le gouvernement chinois, aient cité des informations non vérifiées, et même inventé des informations de toutes pièces, cherchant à politiser l'examen du rapport d'application de la Convention et à insérer dans la conclusion bien des calomnies et des fausses informations. Ils ont manqué à l'éthique professionnelle qui exige la loyauté et l'objectivité. ».

## Utilisation des corps

### Prélèvements d'organes
Alors que depuis plusieurs années des dissidents chinois dénonçaient les prélèvements d'organes sur les condamnées à morts exécutés, en 2005, le gouvernement chinois a confirmé officiellement cette pratique, en la personne du vice-ministre de la santé, Huang Jiufe, lors d'une conférence internationale à Manille en novembre 2006. Ces prélèvements représentent la majorité des organes greffés prélevés, les autres provenant de trafics divers.
Le 4 avril 2007, le gouvernement chinois a promulgué une loi interdisant explicitement cette pratique lorsque le condamné n'a pas fait preuve de son consentement préalable.

### Exposition des cadavres
Bodies: The Exhibition est une exposition itinérante, présentant des cadavres chinois. L'origine des cadavres et le consentement des Chinois dont les corps sont présentés ont posé des problèmes dans plusieurs pays où l'exposition est produite. Il existe d'autres expositions similaires, présentant aussi des cadavres de Chinois. Certaines expositions ont été interdites.